# فلوريدون
فلوريدون هو مركب عضوي يستخدم كمبيد للأعشاب المائية وغالبًا ما يستخدم للسيطرة على النباتات الغازية، ويكون الفلوريدون على صورة مادة صلبة عديمة اللون. 

## الاستخدام
يستخدم الفلوريدون في الولايات المتحدة الأمريكية للسيطرة على نبات الهيدريلا وزهرة أوراسيا المائية من بين الأنواع الأخرى.  
يُباع الفلوريدون كمحلول وكمواد صلبة بطيئة الإنحلال حيث ينبغي الحفاظ على مستوى مبيدات الأعشاب لعدة أسابيع.

## لمحة تاريخية
اكتشف تأثير مركب الفلوريدون لأول مرة كمبيد أعشاب محتمل لحقول القطن في عام 1976. ثم وافقت وكالة حماية البيئة الأمريكية في عام 1986 على تسجيل المركب والسماح باستخدامه مع عدم وجود قيود على السباحة أو الشرب في المسطحات المائية المعالجة باستخدامه باعتباره مركب ذو سمية منخفضة للحيوانات
يتحلل الفلوريدون في البيئة على مدار فترة تتراوح ما بين أيام أو أسابيع، ويكون ناتج التحلل الرئيسي هو فورماميد النيتروميثيل. ويقدر عمر النصف للفلوريدون في التربة والرواسب بتسعة أشهر. ويرتبط تحلل الفلوريدون في التربة والرواسب المشبعة بدرجة الحرارة ومحتوى الطين، بينما يعتمد تحلل الفلوريدون في الماء إلى حد كبير على التعرض للأشعة فوق البنفسجية. يعتبر تحرك الفلوريدون في التربة، ومنطقة الفادوز، وخزانات المياه الجوفية محدود بامتصاصه القوي للمواد العضوية.

## الهدف الجزيئي
يعمل مركب الفلوريدون كمبيد أعشاب عضوي من خلال التدخل في تكوين الكاروتين مما يؤدي إلى تحلل الكلوروفيل. كما تعد مركبات الفلوريدون والنورفلورازون مواد مثبطة للبلاستيدات الخضراء ونازعات تشبع فيتون البكتيريا الزرقاء، والتي بدورها تعطل مسار التخليق الحيوي للكاروتين في النبات.

## الأدوية
تتمثل الآلية الرئيسية للفلوريدون لتعطيل حدوث التمثيل الضوئي في النباتات في منع إفراز حمض الأبسيسيك. ونظرًا لأن حقيقيات النوى الأعلى، ومن بينها الإنسان، تعتمد أيضًا على مسار حمض الأبسيسيك في العمليات الفسيولوجية الطبيعية لإحداث الالتهاب، يمكن إجراء بعض الدراسات للتحقق من أهمية الفلوريدون في تطوير عقاقير مضادة للالتهابات.

## التحلل الحيوي
يتحلل الفلوريدون في التربة وعند التعرض لأشعة الشمس، ويبلغ عمر النصف التقريبي له 21  يوماً في التربة، ويوم واحد عند التعرض للشمس.